# 第47回桜花賞
1987年4月12日に阪神競馬場で行われた第47回桜花賞について詳細する。

## レース施行時の状況
阪神競馬場の天気は晴、馬場状態は良馬場。日本中央競馬会の略称がNCKからJRAに変更されてから初めてのGIレースとなった。1番人気は前走のチューリップ賞（当時は指定オープン）を制したマックスビューティ。田原成貴騎手のコンビで騎乗する。2番人気は増沢末夫（現：調教師）騎乗のコーセイ、3番人気はドウカンジョーだった。この年から現在までフルゲートが22頭から18頭へ変更となった。

## 出走馬と枠順
- 1枠1番…マックスビューティ　田原成貴
- 1枠2番…ルーベナイト　河内洋
- 2枠3番…ベルロビン　安田富男
- 2枠4番…ワンダーレジスト　猿橋重利
- 3枠5番…コシキワールド　清水英次
- 3枠6番…トウホーロイヤル　的場均
- 4枠7番…ナカミジュリアン　郷原洋行
- 4枠8番…ウインホイッスル　柴田政人
- 5枠9番…コーセイ　増沢末夫
- 5枠10番…コメーテス　楠孝志
- 6枠11番…モガミローレン　南井克巳
- 6枠12番…ドウカンジョー　田島信行
- 7枠13番…ハセベルテックス　岡部幸雄
- 7枠14番…オカノアスティー　松永幹夫
- 7枠15番…トキノキャロル　中野栄治
- 8枠16番…ナムラマイヒメ　村本善之
- 8枠17番…ヤマトムラサキ　中竹和也
- 8枠18番…カルストンペガサス　加用正

## レース展開
ゲートが開き、コシキワールドが出遅れるがその他はいいスタート。ナムラマイヒメが飛び出し、これに、オカノアスティー、カルストンペガサス、ドウカンジョーの順で進められていた。1番人気のマックスビューティは4、5番手を進んでいた。前半の800mが46秒6と速いペース。当時関西テレビアナウンサーの杉本清が、「ちょっと前が速い、ちょっと前が速い、ちょっと前が速いぞ。」実況していた。3、4コーナーに掛かって8枠の2頭ナムラマイヒメとカルストンペガサスが引っ張り、直線を向き、マックスビューティが直線で抜け出すと差を広げるばかり。結果は、マックスビューティが1着、コーセイが2着、3着はワンダーレジスト。

## 着順と払戻金

### 着順
- 1着…マックスビューティ
- 2着…コーセイ
- 3着…ワンダーレジスト
- 4着…ハセベルテックス
- 5着…ナムラマイヒメ
- 6着…カルストンペガサス
- 7着…ナカミジュリアン
- 8着…ドウカンジョー
- 9着…トウホーロイヤル
- 10着…オカノアスティー
- 11着…ウインホイッスル
- 12着…コメーテス
- 13着…ヤマトムラサキ
- 14着…ベルロビン
- 15着…トキノキャロル
- 16着…ルーペナイト
- 17着…コシキワールド
- 18着…モガミローレン

### 払戻金
- 単勝 1 310円
- 複勝
  - 1着 1 150円
  - 2着 9 140円
  - 3着 4 360円
- 連複 1-5 570円

## レースのその後
マックスビューティはその後の5月3日のサンケイスポーツ賞4歳牝馬特別を制し、第48回優駿牝馬を制してクラシック牝馬2冠達成し、前年のメジロラモーヌに続く2年連続3冠牝馬誕生かと話題になったがエリザベス女王杯はタレンティドガールの2着に敗れ、3冠制覇はならなかった。また桜花賞2着に敗れたコーセイも1989年3月12日の中山記念を制した。